# حي الإسكان (بغداد)
حي الإسكان منطقة بغدادية من المناطق الشعبية في بغداد. أسسها  عبد الكريم قاسم.[بحاجة لمصدر]

## الموقع
تقع بمحاذاة شارع 14 رمضان غرب العاصمة العراقية بغداد تقع بين احياء : حي الزهور وحي العدل وحي الوشاش وحي السلام (الطوبچي)

## المدارس الموجودة في المنطقة
- مدرسة امنة بنت وهب الابتدائية
- مدرسة التهذيب الابتدائية
- مدرسة حمورابي الابتدائية
- مدرسة خديجة الكبرى
- مدرسة القدس الابتدائية
- متوسطة الكرامة للبنين
- ثانوية بابل للبنات

## الكليات و المعاهد الموجودة في المنطقة
- كلية بغداد للعلوم الاقتصادية الجامعة

## تحتوي على عدد من المراكز الطبية
- مستشفى الطفل المركزي التعليمي للاطفال
- مستوصف الإسكان
- عيادة الإسكان

## مساجد حي الإسكان
- جامع الكويتي
- مسجد السهيل
- جامع حجي زيدان
- جامع الإسكان
- مسجد الزغل

## الاندية الموجودة في المنطقة
- نادي العمال الرياضي
- نادي الدفاع الجوي الرياضي
- مركز شباب الأسكان

## من معالم حي الإسكان
- ملجأ الإسكان
- مخازن الإسكان
- دائرة الكهرباء
- سوق شعبي لبيع الخضراوات